# Chartrier-Ferrière
Chartrier-Ferrière è un comune francese di 343 abitanti situato nel dipartimento della Corrèze nella regione della Nuova Aquitania.

## Società

### Evoluzione demografica
Abitanti censiti